# Juan Carlos I (L-61)
Juan Carlos I (L-61) je víceúčelová válečná loď španělského námořnictva. V současnosti je jeho největší válečnou lodí. Je konstruována tak, že může sloužit jako vrtulníková výsadková loď, letadlová loď či plavidlo pro záchranné a humanitární operace. Projekt lodi je reakcí na potřebu větší aktivity španělského námořnictva v mezinárodních operacích, ale zároveň na nutnost finančních úspor. Oficiálně je označena jako loď pro strategickou projekci (přítomnost či působení) — Buque de Proyección Estratégica. 
Podle upraveného projektu jsou stavěny též dvě výsadkové lodě třídy Canberra pro australské námořnictvo. Roku 2014 oznámilo Turecko, že podle modifikovaného projektu lodě Juan Carlos I postaví tamní loděnice SEDEF novou výsadkovou loď pro turecké námořnictvo. Zařazení turecké výsadkové lodě do služby je plánováno na rok 2021.

## Stavba
Stavbou lodi byla pověřena španělská loděnice Navantia ve Ferrolu. Kýl byl založen v květnu 2005. Na vodu byl trup spuštěn 22. září 2009 a dne 24. června 2010 byl Juan Carlos I přijat do služby.

## Konstrukce

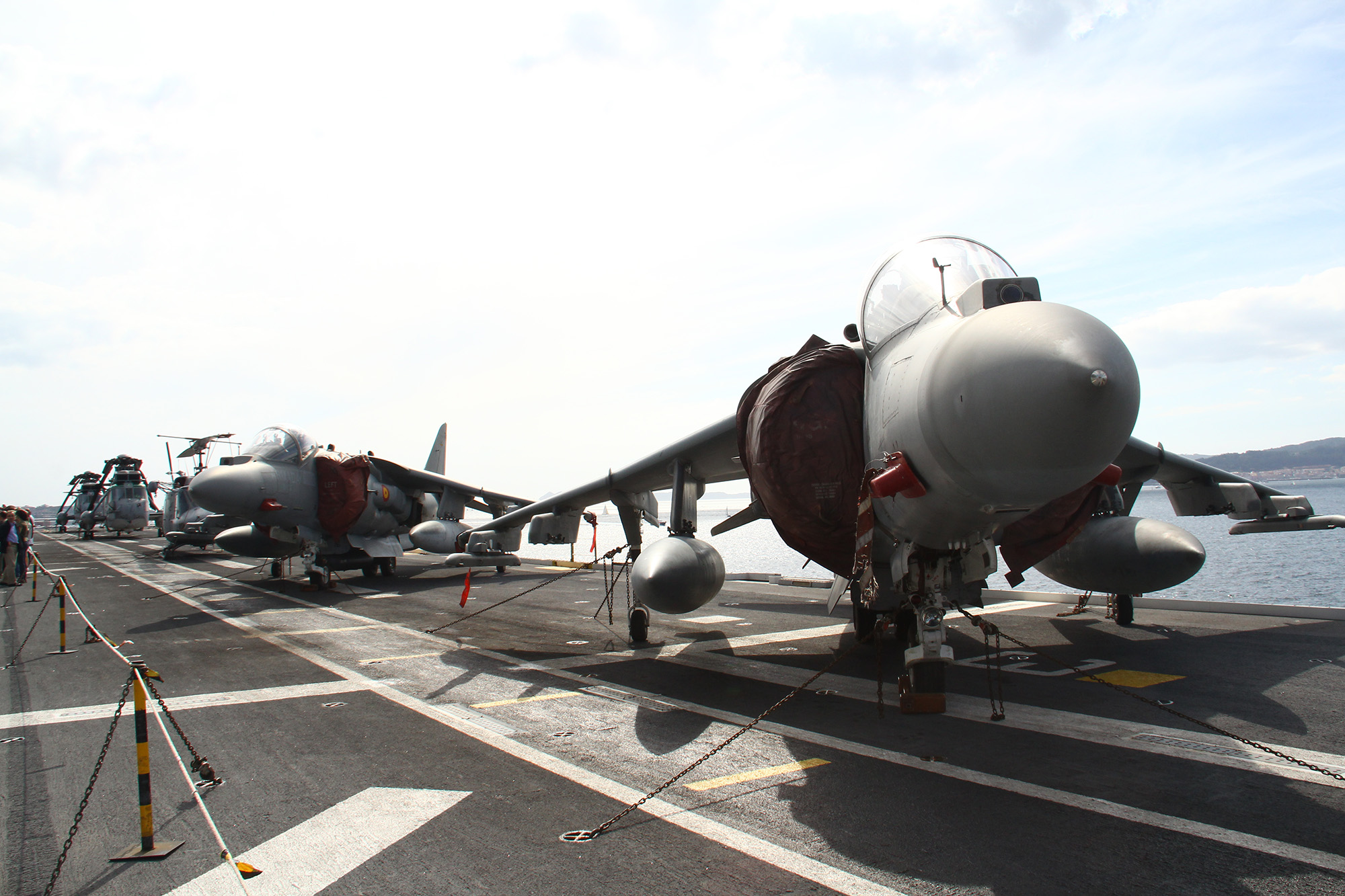
Letouny typu Harrier španělského námořnictva

Juan Carlos I může převážet 900 plně vybavených námořních pěšáků, desítky lehkých vozidel a až 46 tanků Leopard 2. Výsadek je proveden pomocí vyloďovacích člunů a vrtulníků. Disponuje též dvěma patry víceúčelových prostorů pro uskladnění vozidel a nákladu (celkem až 6000 tun materiálu). Horní patro je rozděleno na hangár pro 12 letounů a garáž pro lehká vozidla o ploše 2046 m². V případě, kdy loď slouží jako letadlová, je hangár rozšířen na celou palubu a pojme 30 letounů. Ve spodním patře je prostor o velikosti 1400 m² sloužící pro uskladnění 26 tanků (pokud tanky stojí i v samotném doku, může jich být 46). Do něj se vjíždí pomocí dvou ramp a zároveň je z  něj přímý přístup do doku s výsadkovými čluny. Palubní dok má rozměry 69,3x16,8 metru. Vejdou se do něj čtyři vyloďovací čluny LCM-1E, LCM-8 či jedno výsadkové vznášedlo Landing Craft Air Cushion. Společně s nimi může být v doku ještě 4-6 malých rychlých člunů Supercat.
Dvojice výtahů spojuje hangár s letovou palubou o rozměrech 201,9×32 metru. Z ní může najednou operovat šest středních či čtyři těžké vrtulníky. Na přídi lodi je také skokanský můstek s úhlem 12°, usnadňující operace letounů STOVL (krátký start a kolmé přistání – short take-off and vertical landing). Na letové palubě přitom může parkovat dalších šest strojů. Z paluby Juana Carlose I mohou operovat kolmostartující letouny AV-8B+ (v budoucnu též F-35 Lightning II), konvertoplán V-22 Osprey a vrtulníky typů NH-90, SH-3D, AB 212 a CH-47 Chinook.
Obrannou výzbroj tvoří čtyři 20mm kanóny a čtyři 12,7mm kulomety. Je též plánována instalace systému pro obranu vůči protilodním střelám. Stejně tak loď nese pouze základní komunikační a elektrické systémy.
Pohonný systém lodi je diesel-plyno-elektrický. Elektromotory pohání plynová turbína General Electric LM-2500 a dva diesely IZAR MAN 32/40 16V. Elektřina pohání dva pody - plně otočné závěsy obsahující elektromotory a dvojici lodních vrtulí. Loď tak nepotřebuje kormidlo. Dosah je 9000 námořních mil při 15 uzlech. Tato koncepce přináší značnou úsporu nákladů, vnitřního prostoru, zmenšení posádky a snížení hluku. Naopak zlepšuje manévrovací schopnosti lodi.